# Canthidium muticum
Canthidium muticum là một loài bọ cánh cứng trong họ Bọ hung (Scarabaeidae).